# Haibutsu kishaku
Haibutsu kishaku (廃仏毀釈?   , literalmente “abolir el budismo y destruir a Shākyamuni”) es un término japonés que describe una corriente existente durante la historia de Japón que proclama la expulsión del budismo de Japón. Más específicamente, también indica a un movimiento particular y eventos históricos específicos basados en dicha ideología que, durante la Restauración Meiji, provocó la destrucción de templos, imágenes y textos budistas y forzó el regreso a la vida secular a los monjes budistas.

## Antecedentes
Uno de los primeros casos de haibutsu kishaku es la aplicación de políticas antibudistas por el clan Mononobe durante el Periodo Yamato (250 – 710). Los Mononobe eran opuestos a la expansión del budismo no sólo en el campo religioso, sino por nacionalismo y por xenofobia. El clan Nakatomi, ancestros del clan Fujiwara, fueron aliados de los Mononobe en su oposición al budismo.
Otro caso surgió durante el Periodo Tokugawa, con el cierre de templos y el retiro de monjes de los dominios de Okayama, Aizu y Mito, adoptado con fines políticos y económicos, más que con fines religiosos. Estas políticas feudales fueron basadas en el pensamiento confucianista antibudista. El movimiento haibutsu kishaku del Periodo Imperial, basado en el kokugaku y centrismo al sintoísmo, fue promulgado como un intento de diferenciar el budismo extranjero y un sintoísmo japonés puro.

## Restauración Meiji
El haibutsu kishaku de la Restauración Meiji, la instancia más conocida de este fenómeno, fue un evento promovido por la política oficial de separación del sintoísmo y del budismo (o shinbutsu bunri) que luego de 1868 causó grandes daños al budismo en Japón. La destrucción de propiedades budistas se hizo a gran escala en todo el país. Por ejemplo, las pagodas de cinco y tres pisos del Kōfuku-ji en Nara fueron destruidas y vendidas como madera (el primero fue comprado a un precio equivalente a 200 mil yenes). El templo, el cual es ahora un Tesoro Nacional, fue abatido de manera directa por el movimiento. Todos los subtemplos fueron abolidos, los terrenos del templo fueron embargados, los monjes budistas fueron forzados a convertirse en sacerdotes sintoístas, los muros fueron derribados, se plantaron árboles, y el área se convirtió parte de uno de los parques de la ciudad de Nara.Los disturbios antibudistas cauaron daño en todos los grandes templos de la ciudad. Algunos, como el Uchiyama Eikyū-ji, fueron destruidos completamente, sin dejar rastro. En el dominio de Satsuma, tradicionalmente confucianista, solamente 1.616 templos fueron cerrados y 2.966 monjes fueron forzados a vivir secularmente. 
La violencia brotó la ira reprimida hacia los budistas, quienes habían sido aliados cercanos del shogunato Tokugawa por un par de siglos mediante el sistema danka, una alianza en la que el budismo recibió grandes beneficios económicos. A pesar de que la filosofía oficial del shogunato estaba más allegada al neoconfucianismo, el budismo se convirtió en parte integral del estado como una consecuencia de la política del shogunato contra los cristianos. Para detener la propagación del cristianismo, introdujeron el sistema danka, que obligaba a las familias a afiliarse en un templo budista y, en cambio, este certificaba que no eran cristianos. Sin la certificación, las personas tendrían dificultades en vivir en el Japón de los Tokugawa. Debido a esto, los templos chantajeaban a los feligreses.
Durante la Periodo Tokugawa, bajo el sistema danka, las familias tenían varias obligaciones severas hacia las instituciones budistas, la mayoría donaciones monetarias a su templo afiliado. Al existir 100.000 templos en un país de 30 millones de personas, existían 300 personas que podían patrocinar un templo, lo que el apoyo era considerable.
Otro factor que explica la violencia es que el budismo estuvo muy involucrado con los shogun y se convirtió en uno de sus símbolos, y por lo tanto se volvió el enemigo de quienes deseaban el desmantelamiento del shogunato.
Existieron también motivaciones políticas y económicas, en el que los gobiernos feudales deseaban restaurar las finanzas públicas a costa de los budistas, y el haibutsu kishaku fue visto como un pretexto para apropiarse de las propiedades budistas.
No se ha podido determinar cuántos templos fueron cerrados durante la agitación, debido a que las autoridades budistas, aprovechando la caída de los Tokugawa, decidieron modernizarse y eliminar redundancias haciendo desaparecer varios templos. Durante el shogunato, obtener el permiso para abrir o cerrar un templo no era fácil. Sin embargo, la desaparición total de los templos budistas en dominios como Satsuma estuvo muy involucrado con el haibutsu kishaku.